# Badile Lubamba
Badile Lubamba est un footballeur suisse né le 26 avril 1976 à Kinshasa au Congo. Il joue au poste de défenseur.

## Biographie

### En sélection
Badile Lubamba honore sa première sélection en septembre 2000, contre la Russie, dans le cadre des éliminatoires de la Coupe du monde 2002. Il devient à cette occasion le premier joueur d'origine africaine à jouer pour la Suisse,.

## Carrière en clubs
- 1994-1995 : FC Bulle
- 1995-1996 : FC Lausanne-Sport 2 matchs, 0 but
- 1995-1996 : FC Meyrin 0 match, 0 but
- 1996-1997 : SR Delémont 0 match, 0 but
- 1997-1998 : FC Lucerne 13 matchs, 0 but
- 1998-1999 : FC Lausanne-Sport1 match, 0 but
- 1999-2000 : FC Lucerne 32 matchs, 0 but
- 2000-2001 : FC Lugano 28 matchs, 0 but
- 2001-2002 : ES Troyes AC 5 matchs, 0 but
- 2001-2002 : FC Lugano 3 matchs, 0 but
- 2002-2003 : ES Troyes AC 1 matchs, 0 but
- 2004-2005 : FC Sion 19 matchs, 1 but
- 2005-2006 : FC Sion 2 matchs, 0 but
- 2005-2006 : Neuchâtel Xamax 3 matchs, 1 but [3]
- 2006-2007 : Association Sportive Vitoria Club
- 2007-2008 : FC La Tour/Le Pâquier